# Jelovec (gmina Maribor)
Jelovec – wieś w Słowenii, w gminie miejskiej Maribor. W 2018 roku liczyła 329 mieszkańców. 